# サン綜合法律事務所
サン綜合法律事務所（さんそうごうほうりつじむしょ）は、日本の法律事務所。労働事件、知的財産、コーポレート・ガバナンス、M&A、不祥事の調査等の企業法務の他、金融商品取引法違反、私的独占の禁止及び公正取引の確保に関する法律（独占禁止法）違反等の刑事事件などを扱う。

## 所属弁護士
- 北島孝久
- 中村信雄
- 河邉義正
- 大鶴基成

## 過去の所属者
- 志賀こず江